# Яворек (Зомбковицький повіт)
Яворек (пол. Jaworek) — село в Польщі, у гміні Зомбковиці-Шльонські Зомбковицького повіту Нижньосілезького воєводства.
Населення — 269 осіб (2011).
У 1975-1998 роках село належало до Валбжиського воєводства.

## Демографія
Демографічна структура станом на 31 березня 2011 року:
|          | Загалом | Допрацездатний вік | Працездатний вік | Постпрацездатний вік |
| -------- | ------- | ------------------ | ---------------- | -------------------- |
| Чоловіки | 136     | 27                 | 98               | 11                   |
| Жінки    | 133     | 28                 | 81               | 24                   |
| Разом    | 269     | 55                 | 179              | 35                   |